# SN 1962C
SN 1962C – supernowa odkryta 6 stycznia 1962 roku w galaktyce MCG +03-41-85. W momencie odkrycia miała maksymalną jasność 18,00m.